# Марио Руи
Марио Руи Силва Дуарте (порт. Mário Rui Silva Duarte; Синес, 27. мај 1991) професионални је португалски фудбалер који примарно игра у одбрани на позицији левог бека.

## Клупска каријера
Руи је професионалну каријеру започео у португалској Фатими за коју је током сезоне 2010/11. играо као позајмљен играч из Бенфике. Након дебитантске професионалне сезоне у португалској другој лиги, као слободан играч, одлази у Италију где потписује уговор са екипом Парме. 
У наредном периоду игра за Емполи са којим је након једне сезоне у другој лиги успео да се врати у италијанску Серију А. Одатле одлази у екипу Роме где није добио праву прилику, а од сезоне 2017/18. играч је екипе Наполија.  

## Репрезентативна каријера
Марио Руи је играо за све млађе репрезентативне селекције Португала, за које је одиграо укупно 51 утакмицу. 
За сениорску репрезентацију Португала дебитовао је 26. марта 2018. у пријатељској утакмици са Холандијом. Потом је одиграо још три пријатељска сусрета пре него што га је селектор Фернандо Сантос уврстио на списак репрезентативаца за Светско првенство 2018. у Русији. У Русији је имао статус резервног играча и званично није одиграо ни један минут у четири утакмице, колико су Португалци одиграли на том првенству.

## Трофеји

### Наполи
- Серија А (1) : 2022/23.
- Куп Италије (1) : 2019/20.